# Konstancija Arleška
Konstancija Arleška (Constance; o. 986. – 28. srpnja 1032.) bila je kraljica Franaka kao treća supruga kralja Roberta II. Francuskog.
Konstancijini su roditelji bili Vilim I., provansalski grof i gospa Adelajda Blanka, članica kuće Anjou. Nakon što se rastao od svoje supruge Berte Burgundske, Robert se oženio Konstancijom, koju nisu voljeli na dvoru, prezirući ju kao kćer grofa Provanse. Robertov prijatelj, Hugo od Beauvaisa, pokušao je uvjeriti kralja da se rastane.
Robert i Konstancija imali su sinove Huga, Henrika, Roberta i Oda te kćeri Hedvigu, Adelu i Konstanciju.
Svećenici su ostavili zapise prema kojima su se bojali kraljice zbog njezine nasilne ćudi. Naime, Konstancija je bila sklona spletkama te je nagovorila sinove na pobunu. Nakon kraljeve smrti, Konstancija je bila u lošem odnosu sa sinovima.
Gospa Konstancija umrla je 28. srpnja 1032. te je pokopana pokraj muža u bazilici Saint-Denis.